# Caproni Ca.133
Капрони Ca.133 (итал. Caproni Ca.133) — итальянский колониальный бомбардировщик, транспортный самолет 30-х годов. Активно использовался итальянскими войсками в 30-40-х годах XX века во многих вооруженных конфликтах и в колониях.

## История
Спроектирован фирмой «Сосьета итальяна Капрони» под руководством Р. Вердуцио. Впервые поднялся в воздух в декабре 1934 года. Строился серийно на заводе «Капрони» с декабря 1935 года. Принят на вооружение ВВС Италии в январе 1936 года. Снят с вооружения в 1948 году.
Ca.133 являлся дальнейшим развитием транспортного самолёта модели Ca.101 созданного в конце 20-х годов. Новый самолёт имел такую же компоновочную схему, что и прежний, но получил более мощные двигатели и удлинённый фюзеляж. Самолёт представлял собой трехмоторный подкосный моноплан смешанной конструкции. Неубирающееся шасси с обтекателями. Создавались гражданская и военная модификации. Второй вариант мог принять на борт 18 десантников и был вооружён четырьмя пулемётами. Так же этот самолёт мог использоваться в качестве бомбардировщика, однако, к середине 30-х годов на вооружение Королевских ВВС Италии стали поступать специализированные самолёты-бомбардировщики, поэтому Ca.133 использовался только как транспортный и в основном в африканских колониях Королевства Италии. В 1938 году небольшое количество этих самолётов было продано Австрии, а после аншлюса Австрии с Третьим Рейхом все они поступили в распоряжение Luftwaffe.

## Боевое применение
Боевой дебют Ca.133 состоялся во время итало-эфиопской войны, в марте 1936 года. В апреле 1939 года применялся при оккупации Албании в качестве транспортного самолета. В этом же качестве служил и в Итальянском воздушном корпусе во время битвы за Британию. С июня 1940 применялся в качестве ночного бомбардировщики в Ливии и Восточной Африке. В Ливии выведены с фронта в сентябре 1940 года, в Восточной Африке полностью уничтожены к марту 1941 года. Несколько попало к англичанам.

## Модификации
- Caproni Ca.133 бомбардировщик/транспортный самолёт, выпущено 76
- Caproni Ca.133S — санитарный вариант, переоборудованный из бомбардировщика (21 единица / по другим данным 30)
- Caproni Ca.133T — бомбардировщики использовавшиеся как транспортные самолеты (283)

## Эксплуатанты

### Военные
Италия
- Regia Aeronautica
- Республиканская Национальная Авиация (ит. Aeronautica Nazionale Repubblicana)
- Aeronautica Cobelligerante Italiana
- ВВС Италии

 Австрия
- Kommando Luftstreitkräfte

 Нацистская Германия
- Люфтваффе трофейные австрийские (и, с 1943 года, также итальянские)

 Великобритания
- Королевские ВВС трофейные итальянские
  - 117-я эскадрилья

### Гражданские
Италия
- Ala Littoria, 16-местные пассажирские. 10 машин по состоянию на 1940 год.

По

## Технические характеристики
Источник данных: 

Технические характеристики
- Экипаж: 5 (бомбардировщик), 2 (транспортный)
- Пассажировместимость: 16 (в транспортном варианте)
- Длина: 15,35 м
- Размах крыла: 21,50 м
- Высота: 4,00 м
- Площадь крыла: 65,0 м?
- Масса пустого: 4 000 кг
- Нормальная взлётная масса: 6565 кг
- Силовая установка: 3 × воздушных Piaggio Stella P.VII C16
- Мощность двигателей: 3 × 460 л.с. (3 × 338 кВт)
- Воздушный винт: 3-лопастные, изменяемого шага

Лётные характеристики
- Максимальная скорость: 280 км/ч
- Практическая дальность: 1 350 км
- Практический потолок: 6 500 м
- Скороподъёмность: 360 м/мин
- Нагрузка на крыло: 100 кг м2

Вооружение
- Стрелково-пушечное: четыре 7,7-мм оборонительных пулемета Breda-SAFAT
- Бомбы: до 500 кг (по другим данным до 1200 кг)